# Ергуницы
Ергуницы — деревня в Тейковском районе Ивановской области. Входит в состав Нерльского городского поселения.

## География
Находится в юго-западной части Ивановской области на расстоянии приблизительно 13 км на юг-юго-запад по прямой от районного центра города Тейково.

## История
В 1859 году здесь (тогда деревня в составе Суздальского уезда Владимирской губернии) было учтено 6 дворов.

## Население
Постоянное население составляло 56 человек (1859 год), 5 в 2002 году (русские 91 %), 1 в 2010.